# Corpo dei preposti doganali
Il corpo dei preposti doganali indicava una quota di personale inquadrato nella Legione Truppe Leggere del Regno di Sardegna, dipendente dal Ministero delle Finanze e dotato di organizzazione paramilitare e con funzioni di vigilanza doganale.
Tale corpo fu poi assorbito nel Corpo delle guardie doganali del Regno d'Italia.

## Storia
Poiché il personale della Legione preposto al "servizio attivo delle dogane" - i cui agenti erano appunto denominati "preposti"  ed avevano il compito di sorvegliare le frontiere terrestri e marittime allo scopo di reprimere il contrabbando concorrendo al mantenimento dell'ordine pubblico - aveva reso buona prova, venne deciso di mantenerlo in vita con la denominazione di Corpo dei Preposti delle Regie Dogane e i compiti del progenitore napoleonico.
Con legge 13 maggio 1862, n. 616 fu istituito il "Corpo delle guardie doganali" del Regno d'Italia che, riprendendo in parte la struttura del corpo dei preposti, assorbiva i preesistenti organismi degli stati preunitari italiani in una nuova struttura, inquadrata nella riorganizzata amministrazione delle gabelle, ed i membri confluirono in tale corpo.